# Teatro Universitario de la Universidad de Antioquia
El Teatro Universitario Camilo Torres Restrepo es la sala de teatro de la Universidad de Antioquia, se encuentra ubicado en el bloque 23, en la Plazoleta Central de la Ciudad Universitaria en Medellín, Colombia. Fue puesto en marcha en 1969, está integrado a los programas de la Extensión Cultural de la Institución, siendo de entrada libre para los estudiantes de la Universidad de Antioquia.
Esta adecuado para desarrollar actividades de artes escénicas, musicales, cine, grados, asambleas, reuniones y eventos académicos como congresos, seminarios, foros, conferencias, etc.
Cuenta con una área de 4362 m², con capacidad para 1200 personas y un pasillo para exposiciones. El teatro puede ser utilizado por las dependencias de la Universidad, instituciones afines a la labor de la Universidad, y el público en general. Al año se realizan más de 230 actividades culturales a las cuales asisten cerca de 110.112 personas.

## Historia
El nombre dado inicialmente al Teatro de la Universidad fue el de “Paraninfo”, hoy día conocido como "Teatro Universitario Camilo Torres Restrepo". Este se encuentra en la zonificación del terreno donde se edificó la ciudad universitaria, terminada en 1968.
En diciembre de 1968 se comenzaron los trabajos para la edificación del teatro a cargo de las firmas Proyectos y Construcciones, Habitar, Fajardo Vélez y Cía., Posada Gutiérrez y Ariel Escobar arquitecto que lo diseño (quien más adelante dirigió la edificación del teatro Metropolitano y realizó el diseño y construcción del teatro de la Universidad de Medellín), y en diciembre del otro año (1969), estando el señor Lucrecio Jaramillo Vélez como rector de la universidad, se terminó el recinto, lugar vital de la institución.

El Teatro Universitario (bloque 23) se localiza en la Plazoleta Central de la Ciudad Universitaria.

A principios de los años setenta y como consecuencia de mayo del 68 nacieron los movimientos estudiantiles y, a su turno, diversos grupos artísticos convirtieron el teatro en su lugar principal de trabajo. Las visiones y rupturas promovidas por esta generación de universitarios traspasaron el suceder nacional y crearon un clima de reflexión. La fácil entrada a la Ciudad Universitaria proporcionó que diversas agrupaciones hicieran del teatro en ese momento no sólo un sitio de trabajo, sino además su residencia. Es así como se consolidaron todas las variantes de expresión del teatro experimental. En los años ochenta se aumentó esta actividad con la creación de la Escuela de Teatro que, desde 1975, funcionaba como programa preparatorio a cargo de la Escuela de Música y Artes Representativas, hoy Facultad de Artes.
Finalizando 1987 y ante la necesidad de concretar los rumbos para este recinto, y siendo de gran importancia para la Universidad, se estableció, mediante Acuerdo Superior N.º 77 el cargo de Administrador del Teatro, adscrito a la División de Extensión Cultural. En esos mismos años, Focine concedió en comodato a la Universidad de Antioquia los proyectores de cine Century de 35 mm, convenio que hoy se conserva con el Fondo Mixto para la Promoción Cinematográfica Proimágenes en Movimiento. Permitiendo que todos los públicos puedan acceder a lo mejor del cine nacional e internacional en dicho formato. Entonces, el teatro amplió sus horizontes, su espacio se abrió a otras formas del arte y la cultura, se ampliaron los horarios de atención y se diversificó el público en general.
Durante la década de los noventa se comenzó una nueva etapa en la historia de este recinto. Se adquirió el aforo y el equipo de amplificación. Se impulsó su consolidación como centro cultural en el que concurrieron todas las formas de la cultura sin ninguna distinción. El Teatro se convirtió en la puerta de ingreso de la Universidad y en la casa de todos los que la habitan, como evidente símbolo de sentido de pertenencia y referente cultural para la ciudad de Medellín.

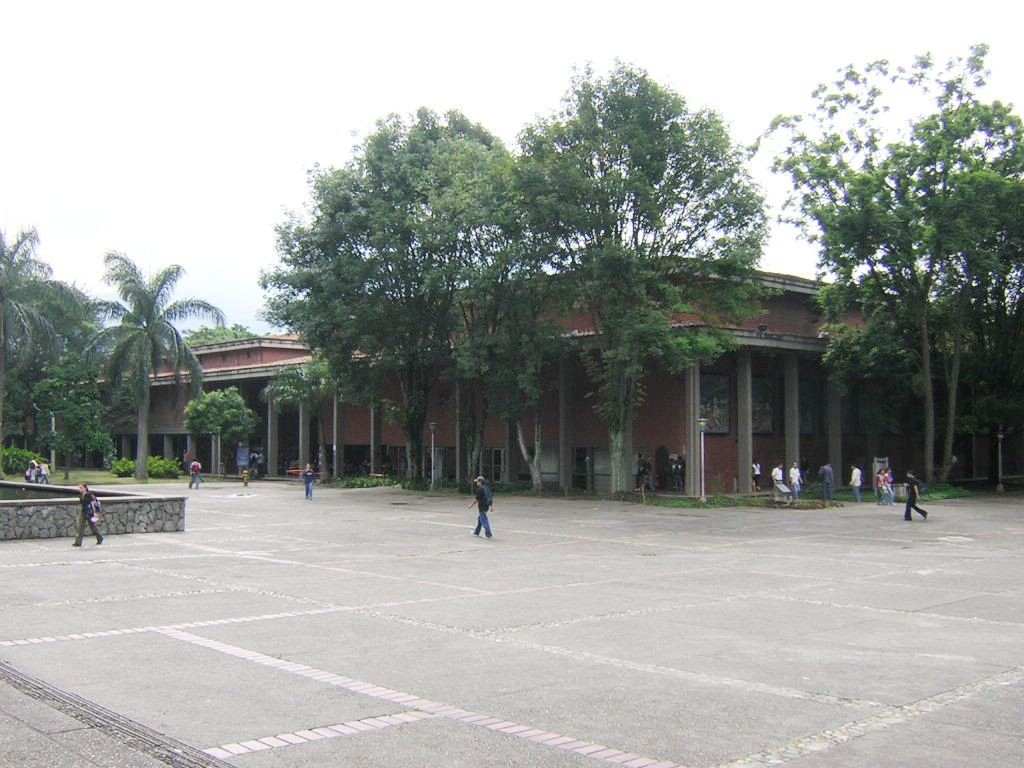
Teatro Universitario en la Plazoleta Central.

Como recinto cultural, el teatro ha recibido diversas expresiones del arte, la política y la ciencia. Grupos como El Taller, El Tablado, La Candelaria, Teatro Experimental de Cali –TEC–, La Casa del Teatro, El Chisme, Matacandelas, Teatro de Seda, El Águila Descalza, forman parte de la compleja y variada topología de artistas, directores y grupos que ejecutaron y proyectaron sus obras en este lugar.
En el área musical, los grupos y solistas que han hecho historia ha sido bastante diverso: Pablo Milanés, Sara González, Omara Portuondo, Marta Valdez, Roberto Sánchez, Juan José Suárez. Otros como Alberto Cortés, Leonor González Mina, Pilar Botero y su grupo, Frank Fernández, Teresita Gómez, Blanca Uribe, el grupo Suramérica, Intillimani, el Sexteto, Viajeros de la Música, Teresa y Carlos, la Orquesta Sinfónica de Antioquia, La Orquesta Filarmónica de Medellín, la Banda Sinfónica, entre otros.
En las Artes Escénicas, se han destacado las presentaciones realizadas por las agrupaciones de danza como: la Plataforma de Extensión de la Licenciatura en Danza Corpóreo Móvil, el Ballet Folclórico de Antioquia, Danza Concierto, Danza Viva, Joe Ballet, Jazz Danza, Colcuba, Grupos Experimentales de danza de la Universidad y otras instituciones educativas, la otrora Escuela de Ballet Silvia Rolz, grupos de tango, rock, salsa y muchos otros géneros.
Por otro lado, algunos de los personajes nacionales e internacionales que han estado en el teatro podemos citar a: al doctor Manuel Elkin Patarroyo, el psiquiatra y filósofo Luis Carlos Restrepo, el ex-veedor del Tesoro Nacional Jorge García, la psicóloga Florence Thomas, el escritor Álvaro Mutis, el sacerdote Bernardo Hoyos, monseñor Isaías Duarte Cancino, los poetas Edoardo Sanguinetti y José Pérez Olivares, así como Jorge Enrique Adoum y José Argüelles, entre otros.
En sus más de cuarenta y tres años el teatro ha sido testigo de los grandes sucesos de la vida universitaria, que lo han transformado en sitio de encuentro favorecido alrededor de la ciencia, el arte, la cultura y los debates del más diverso orden.

## Características físicas
- Área total construida: 4362 m².
- Sala: 2294 m².
- Hall y galería de arte: 220 m².
- Segundo y tercer pisos: 1721 m².
- Sótano: 700 m².
- Galeras: 66,6 m².
- Parrilla y puente: 166 m² y 22 m².
- Escenario: 288 m² (16 m de frente; 18 m de fondo; 9 m de altura).
- Patio de butacas: 1200 sillas.
- Cine en 35 mm, 16 mm. y video